# Кудрявцев, Сергей Николаевич
Сергей Николаевич Кудрявцев (31 августа 1870, село Отчино-Сретенское, Пермские уезд и губерния — 14 марта 1938, посёлок Бутово, Московская область) — протоиерей Православной Российской Церкви, настоятель Свято-Троицкого храма на Слудке в Перми (1894—1933).

## Биография
Родился в семье священника. Окончил Пермскую духовную семинарию (1891).
Преподаватель в приготовительном классе Пермского духовного училища (1891).
Иерей, ключарь Свято-Троицкого храма на Слудке в Перми (1894), член-казначей Пермского отделения епархиального училищного совета (1895), награждён набедренником (1897) и наперсным крестом, заведующий церковно-приходской школой (1900), казначей епархиального комитета церковно-свечного завода (1900-е), законоучитель в женской гимназии М. Н. Зиновьевой, член Общества вспомоществовании нуждающимся студентам Пермской духовной семинарии (1913), организатор народных чтений (1914).
В 1917—1918 годах член Поместного собора Православной российской церкви по избранию как клирик от Пермской епархии, участвовал во всех трёх сессиях, член III, V, VII, VIII, XV, XVI отделов.
В июне 1918 года арестован в Перми, через месяц освобождён по ходатайствам Патриарха Тихона и делегации Поместного собора. Протоиерей, настоятель Свято-Троицкого храма на Слудке, благочинный Пермского округа, награждён патриаршим наперсным крестом.
В 1930 году арестован по статьям 62 и 123, но оправдан.
В 1933 году за «антисоветскую агитацию» заключён на 5 месяцев в пермскую тюрьму.
В 1938 году настоятель храма Рождества Пресвятой Богородицы в селе Возмище Волоколамского района Московской области.
Расстрелян по обвинению в «контрреволюционной агитации» .

## Сочинения
Сергий Кудрявцев. О разделе братских доходов // Пермские епархиальные ведомости : сборник. — Пермь, 1918. — № 1—2. — С. 5—8. Архивировано 9 июня 2025 года.